# Butumia
Butumia là một chi thực vật có hoa trong họ Podostemaceae.

## Loài
Chi Butumia gồm các loài: